# Grenc
Grenc je naselje v Občini Škofja Loka.